# Testa di cinghiale alla castagnetana
La testa di cinghiale alla castagnetana è un piatto italiano tradizionale di Castagneto Carducci, in Toscana. Dopo essere stata sbollentata, pelata, e disossata, la testa viene messa a marinare in acqua, aceto ed erbe. Una volta tagliata a pezzi simmetrici, viene riempita con aromi, e spezie, e legata con il filo di spago. Infine, il piatto viene cotto per molto tempo in forno.